# Oxira perumbrosa
Oxira perumbrosa là một loài bướm đêm trong họ Noctuidae.